# Tysfjord
Tysfjord è un ex comune norvegese della contea di Nordland. Dal primo gennaio 2020 il territorio comunale è stato diviso tra il comune di Narvik (incluso il capoluogo Kjøpsvik) e quello di Hamarøy.
È diventato noto al grande pubblico nel 2017 per presunti casi di molestie e violenze sessuali (almeno 151), che avrebbero coinvolto dal 1953 in poi persone tra i 4 e i 75 anni.